# Ajos Jeorjos (dystrykt Famagusta)
Ajos Jeorjos (gr. "Άγιος Γεώργιος", tur. Aygün) – wieś na Cyprze, w dystrykcie Famagusta.
De facto jest pod kontrolą Cypru Północnego. Położona jest na południowy zachód od Trikomo.